# Stemma del Mali
Lo stemma del Mali è il simbolo araldico ufficiale del paese, adottato nelle sue forme attuali il 20 ottobre 1973.

## Descrizione
Consiste in un disco azzurro su cui sono raffigurati la moschea di Djenné, sopra la quale vola un avvoltoio, fra due archi che stanno per scoccare una freccia ciascuno e dietro un sole nascente. Sul bordo del disco si può leggere in alto il nome del paese République du Mali (Repubblica del Mali) e in basso il motto Un Peuple - Un But - Une Foi (in francese Un Popolo - Un Obiettivo - Una Fede, riportato anche sullo stemma del Senegal).

## Stemmi storici

Federazione del Mali 1959-1960
1961-1982
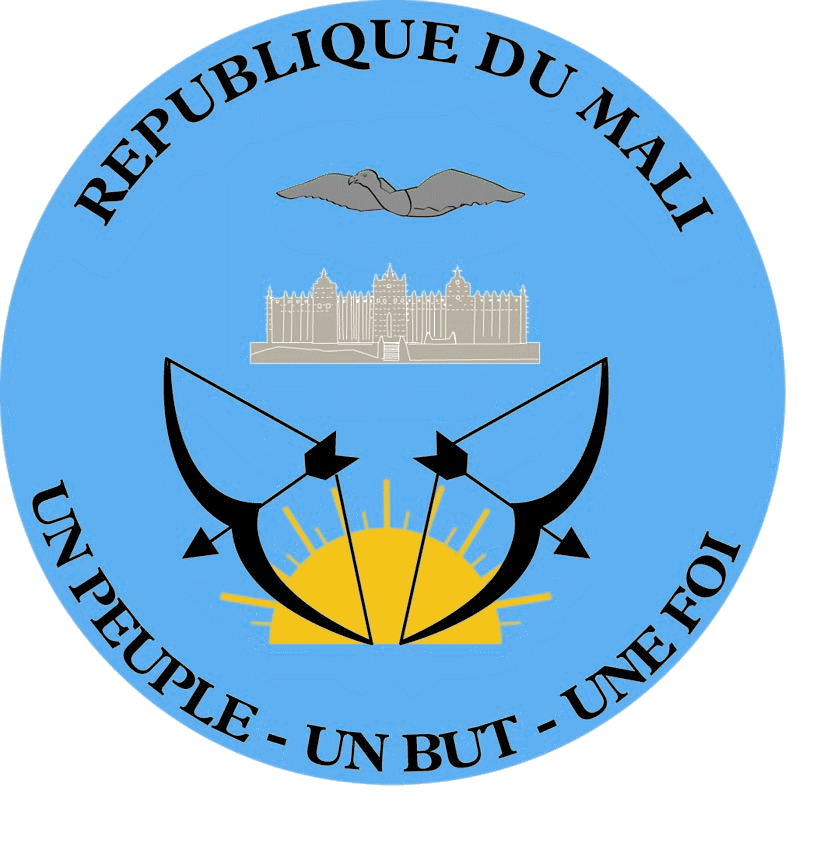
1982-2013